# Хлебувко
Хлебувко (пол. Chlebówko) — село в Польщі, у гміні Стара Домброва Старгардського повіту Західнопоморського воєводства.
Населення — 421 особа (2011).
У 1975-1998 роках село належало до Щецинського воєводства.

## Демографія
Демографічна структура станом на 31 березня 2011 року:
|          | Загалом | Допрацездатний вік | Працездатний вік | Постпрацездатний вік |
| -------- | ------- | ------------------ | ---------------- | -------------------- |
| Чоловіки | 209     | 47                 | 148              | 14                   |
| Жінки    | 212     | 56                 | 124              | 32                   |
| Разом    | 421     | 103                | 272              | 46                   |